# Гусейнов, Джавлан
Джавлан Гусейнов (узб. Javlon Guseynov; азерб. Cavlan Hüseynov; 24 июня 1991 года) — узбекистанский футболист, защитник индонезийского клуба «Персита Тангеранг».
В 2012—2014 годах выступал за ферганское «Нефтчи Фергана». В 2015—2016 годах выступал за клуб «Андижан» из одноимённого города. В 2017 году перешёл в тайский «Чаинат Хорнбилл». Во второй половине 2017 года выступал за джизакскую «Согдиану».В 2019 году стал игроком индонезийского клуба «Борнео».